# Wishart McLea Robertson
Wishart McLea Robertson (15 février 1891 - 16 août 1967) est un homme politique canadien qui fut président du Sénat.